# Тюківська волость
Тюківська волость — історична адміністративно-територіальна одиниця Новохоперського повіту Воронізької губернії з центром у селі Тюківка.
Станом на 1880 рік складалася 8 поселень, 6 сільських громад. Населення — 14 837 осіб (7448 чоловічої статі та 7389 — жіночої), 2056 дворових господарств.
|                     | Площа, десятин | У тому числі орної, дес. |
| ------------------- | -------------- | ------------------------ |
| Сільських громад    | 44214          | 40049                    |
| Приватної власності | 1636           | 960                      |
| Іншої власності     | 278            | 215                      |
| Загалом             | 46128          | 41224                    |

Поселення волості на 1880 рік:
- Тюківка — колишнє державне село при річці Хопер за 90 верст від повітового міста, 2388 осіб, 308 дворів, православна церква, 2 лавки, базари по середах.
- Вихляйка — колишній державний хутір, 764 особи, 74 двори.
- Горілка — колишнє державне село при річці Хопер, 3725 осіб, 497 дворів, православна церква, поштова станція, лавка.
- Губарі — колишнє державне село при річці Хопер, 2800 осіб, 415 дворів, православна церква.
- Макашевка — колишнє державне село при річці Хопер, 4041 особа, 610 дворів, православна церква, школа, 7 лавок, 2 ярмарки на рік.
- Суха Єлань — колишнє державне село при річці Суха Єлань, 918 осіб, 136 дворів, православна церква.

За даними 1900 року у волості налічувалось 11 поселень зі змішанним україно-російським населенням, 8 сільських товариств, 2605 дворових господарств, населення становило 17 847 осіб (9063 чоловічої статі та 8784 — жіночої).